# Заводищанські куполи
Заводищанські куполи — геологічна пам'ятка природи місцевого значення. Об'єкт розташований на території Черкаського району Черкаської області, середина Заводищанського яру, південніше від села Пекарі (відрізок від 2,2 до 3 км гирла), Канівське лісництво.
Площа — 10 га, статус отриманий у 1979 році.